# Саламанкски университет
Университéтът на Саламáнка (на испански: Universidad de Salamanca) е най-старият университет в Испания, както и сред най-старите университети (след Болонския, Кеймбриджкия, Оксфордския и Парижкия) в Европа.
Намира се в Саламанка, Кастилия и Леон. Статутът на университет му е даден от крал Алфонсо X в 1254 г., а следващата година е признат и от папа Александър IV.
Училището в Саламанка се споменава още в 1130 г., а в 1218 г. крал Алфонсо X за качествено образование му присвоява степен „Studium Generale“ или „всеобщо училище“, което по онова време е равнозначно на университет. През 13 век в университета са обособени катедри по каноническо право, гражданско право, медицина, логика, граматика и музика.
Постепенно университетът се разраства и става един от най-престижните в света. През 15 век са създадени колежи за бедни студенти и е изградено студентско общежитие на името на Свети Вартоломей. Университетът става папски до 21 май 1852 година, когато теологическите специалности са закрити под натиска на революционните настроения по време на т.нар. испанска революция.
На 25 септември 1940 г. папа Пий XII възстановява в отделен Папски университет в Саламанка изучаването на теологическите науки.
Сред известните възпитаници на университета са Ернан Кортес, Педро Калдерон де ла Барка и Джулио Мазарини.

## Галерия
- Университетската библиотека
- Статуя на Луис де Леон пред главния вход на университета
- Палацио „Фонсека“
- Палацио „Аная“